# Legio VII Claudia

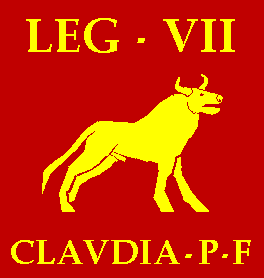
Signum der Legio VII Claudia, vereinfachte Darstellung nach einer Münze des Gallienus

Die Legio VII Claudia (lateinisch „7. claudische Legion“) war eine Legion der römischen Armee, die wohl vor dem Jahr 59 v. Chr. aufgestellt und durch Octavian im Jahr 44 v. Chr. neu formiert wurde. Sie bestand bis ins frühe 5. Jahrhundert.
Ihr Emblem war der Stier und im 1. und 2. Jahrhundert auch der Löwe.

## Späte Republik

### Gallischer Krieg

Caesars Feldzüge während des gallischen Krieges

Die Legio VII wurde 59 v. Chr. oder schon früher von Gaius Iulius Caesar für den Gallischen Krieg erstmals aufgestellt. Vereinzelt wird auch die Auffassung vertreten, sie sei im Jahr 65 v. Chr. von Gnaeus Pompeius Magnus in Spanien ausgehoben worden.
Die Legion nahm 57 v. Chr. an der Schlacht gegen die Nervier teil. Dann machte Caesar Publius Licinius Crassus zum Legaten der Legio VII, der mit ihr an der Nordküste Galliens (heutige Normandie und Bretagne) operierte und die Veneter, Veneller (Uneller), Osismier, Curiosoliten, Esuvier, Aulercer und Redonen unterwarf. Im Winter 57/56 v. Chr. flammten die Unruhen bei den keltischen Stämmen der Veneter, Osismer, Lexovier, Namneten, Ambiliaten, Moriner, Diablinthen und Menapier nochmals auf, als die Legio VII Lebensmittel requirierte. Nach der Einnahme mehrerer Oppida (Städte) und dem Einsatz der Flotte konnte Caesar den Aufstand beenden. In den Jahren 55 und 54 v. Chr. nahm die Legion an den Invasionen Britanniens teil.
52 v. Chr. kämpfte die Legio VII in der Schlacht am Armançon gegen die Bellovaker und Haeduer und nahm wahrscheinlich an den Kämpfen gegen Vercingetorix bei Lutetia und der Schlacht um Alesia teil. Im Jahr 51 v. Chr. wurde die Legion wieder namentlich genannt, als Caesar mit der VII., VIII., VIIII. und XI. Legion einem Aufstand der Bellovaker, Ambianer, Aulercer, Caleten, Veliocasser und Atrebaten unter der Führung des Correus entgegentrat. Caesar errichtete ein stark befestigtes Lager in Sichtweite des feindlichen Lagers und rief die verbündeten Remer und Lingonen sowie drei weitere Legionen als Verstärkung herbei. Nach einer Entscheidungsschlacht war der Aufstand beendet.

### Bürgerkriege
Caesar verlegte die Legion im Jahr 49 nach Spanien um die Legionen seines Widersachers Gnaeus Pompeius Magnus zu bekämpfen. Sie siegte im Jahr 49 v. Chr. in der Schlacht bei Ilerda. Dann wurde die Legion nach Griechenland verlegt und musste 48 v. Chr. eine Niederlage in der Schlacht von Dyrrhachium hinnehmen. Im August desselben Jahres kämpfte sie bei der wichtigen Schlacht von Pharsalos erfolgreich. Danach löste Caesar die Legion auf und schickte die Veteranen nach Italien. 46 v. Chr. wurden die Veteranen reaktiviert. Caesar setzte sie im Afrikanischen Krieg am 6. April 46 v. Chr. in der Schlacht bei Thapsus in der Provinz Africa gegen die republikanischen Senatstruppen unter Metellus Scipio und Cato dem Jüngeren ein. Die Legion wurde nochmals aufgelöst und den Veteranen in Italien bei Capua und Luca Land zugewiesen.
Nach Caesars Ermordung stellte Octavian die Legio VII Paterna (die Väterliche) und Legio VIII wieder her, um seinen Einfluss zu stärken. Er setzte sie in Italien am 14. oder 15. April 43 v. Chr. in der Schlacht von Forum Gallorum und am 21. April 43 v. Chr. in der Schlacht von Mutina ein. Dann wurde die Legion nach Makedonien verlegt, wo sie im Oktober/November 42 v. Chr. in der Schlacht bei Philippi kämpfte. Dann verlegte Octavian die Legio VII wieder nach Italien und setzte sie im Winter 41/40 v. Chr. im Perusinischen Krieg gegen Marcus Antonius’ Bruder Lucius Antonius bei der Belagerung von Perugia ein. Im Jahr 36 v. Chr. siedelte Octavian Veteranen im südlichen Gallien an. Vermutlich nahm die Legion auch an den Kämpfen gegen Sextus Pompeius teil, der Sizilien besetzt hatte, und schließlich wiederum gegen Marcus Antonius in der Seeschlacht von Actium 31 v. Chr. Nach dem Bürgerkrieg wurden Veteranen der Legion in Mauretania angesiedelt.

## Julisch-claudische Dynastie
Von etwa 30 bis 20 v. Chr. war die Legion in Galatia stationiert und wurde dann auf den Balkan verlegt. Es ist unsicher, ob die Legion den Beinamen Macedonica bereits 42 v. Chr. im Zusammenhang mit der Schlacht bei Philippi oder erst hier bekam. Im Zusammenhang mit dem Pannonischen Aufstand (6–9 n. Chr.) oder der Varusschlacht (9 n. Chr.) wurde sie um das Jahr 9 n. Chr. ins dalmatische Tilurium (Trilj) verlegt. Unter Tiberius (14–37) wurden Veteranen im vicus Scunasticus bei Narona nahe dem heutigen Metković angesiedelt.
Während der Revolte des dalmatischen Statthalters Lucius Arruntius Camillus Scribonianus im Jahr 42 hielten die Legionen VII und XI zu Kaiser Claudius (41–54) und erhielten daraufhin den Beinamen Claudia und die Ehrenbezeichnung Pia Fidelis („pflichtbewusst und treu“). Um die Mitte des 1. Jahrhunderts wurden Veteranen der Legio VII Claudia und der Legio XI Claudia in Aequum (Čitluk) angesiedelt.
Vermutlich verlegte bereits Claudius die Legion nach Moesia an die untere Donau in ein unbekanntes Lager, möglicherweise bei Scupi (Skopje). Nach anderer Auffassung erfolgte die Verlegung erst um 57/58 unter Nero (54–68) nach Viminatium (Kostolac/Serbien), wo sie die Legio IIII Scythica ablöste oder im Jahr 62, um die Legio V Macedonica in Oescus in der Provinz Moesia zu ersetzen.

## Vierkaiserjahr und flavische Dynastie
Im Vierkaiserjahr 69 stellte sich die Legion wie die übrige Donauarmee erst hinter Otho. Zu spät erreichte eine Vexillation der Legio VII Claudia Italien um Othos Niederlage gegen Vitellius in der Ersten Schlacht von Bedriacum am 14. April 69 (bei Cremona) zu verhindern. Vitellius sandte die Legion nach Viminatium an die Donau zurück, wo sie sich Vespasian anschloss. Die Legion marschierte nochmals nach Italien und siegte in der Zweiten Schlacht von Bedriacum am 24. Oktober 69 über Vitellius’ Truppen. Die geschlagene Legio V Alaudae wurde nach der Schlacht zur Verstärkung der Legio VII nach Moesia Superior abkommandiert, um die im Bürgerkrieg entblößte Grenze gegen Sarmaten und Daker zu schützen.
In Moesia kam es im Winter 69/70 unter dem Statthalter Fonteius Agrippa zu verlustreichen Kämpfe gegen die Scythen (Sammelbegriff für die osteuropäische Barbarenvölker, gemeint sind die Sarmaten). Fonteius Agrippa fiel im Kampf, worauf Vespasian Rubrius Gallus als neuen Statthalter zur Unterwerfung der Sarmaten sandte, was dieser im Verlauf des Jahres 70 mit Hilfe der Legionen I Italica und VII Claudia exekutierte.
Domitian (81–96) siedelte zu Beginn seiner Herrschaft Veteranen der Legionen I Italica, III Augusta, IIII Macedonica, V Macedonica, V Alaudae, IIII Flavia und VII Claudia in der neugegründeten Stadt Scupi (Skopje) an. Im Winter 85/86 drangen starke dakische Kriegerhorden des Königs Diupaneus von Norden über die Donau in die römische Provinz Moesia ein und trafen die Römer völlig unerwartet. Ihr Statthalter, Gaius Oppius Sabinus, fiel im Kampf und die Angreifer konnten fast zügellos plündern und brandschatzen. 86/87 befehligte Cornelius Fuscus eine Armee im Kampf gegen die Daker unter deren König Decebalus. Er erlitt zu Beginn der Dakerkriege eine vernichtende Niederlage, bei der die V Alaudae vermutlich aufgerieben wurde. Im Jahr 88 drang der römische Feldherr Lucius Tettius Iulianus in dakisches Gebiet ein. In der Schlacht von Tapae siegte das römische Heer, zu dem auch die Legio VII gehörte, über Decebalus. Decebalus und Domitian handelten im Jahre 89 n. Chr. einen Frieden aus, bei dem Decebalus formal römischer Klient wurde und die Römer ihn dafür mit Geld und Waffen bezahlten. Nach Domitians Feldzug gegen die Daker wurde die IIII Flavia möglicherweise für einige Zeit zur Legio VII Claudia nach Viminatium verlegt, bevor sie im obermoesische Singidunum (Belgrad) stationiert wurde.

## Adoptivkaiser und antoninische Dynastie
Von 98 bis 101 wurde die Legion zu Vorbereitungen für den Dakerkrieg Trajans herangezogen, so baute sie zum Beispiel die Kunststraße durch die Felsenufer des Eisernen Tores. Im ersten Krieg gegen die Daker kämpfte die Legion 101/102 unter ihrem Legatus Lucius Minicius Natalis. Auch im darauffolgenden zweiten Dakerkrieg 105/106 kämpfte sie aktiv mit, Teile der Legio VII waren außerdem am Bau der trajanischen Donaubrücke bei der Festung von Drobeta Turnu Severin beteiligt.
Als im Jahr 116 in den östlichen Provinzen der Diasporaaufstand ausbrach, wurde die Legion, vermutlich aus Mesopotamia wo Trajan gegen die Parther kämpfte, nach Zypern verlegt. Kaiser Lucius Verus verlegte für seinen Feldzug (161–166 n. Chr.) gegen die Parther die gesamte Legion erneut in den Osten. Als die Legion an die Donau zurückkehrte herrschte im Reich die Antoninische Pest (165–180). Die Markomannen, Sarmaten und Quaden waren unruhig geworden und Mark Aurel (161–180) setzte die Legion in den Markomannenkriege (166–180) ein. Die Seuche und der Krieg führten zu hohen Verlusten. Neue Rekruten wurden zu etwa zwei Dritteln in Moesia Superior, überwiegend in den Veteranenkolonien Scupi (Skopje) und Ratiaria ausgehoben.

## Zweites Vierkaiserjahr und Severer
Bald nach der Ermordung des Kaisers Pertinax wurde Septimius Severus (193–211) im April des Zweiten Vierkaiserjahres 193 in Carnuntum, der Hauptstadt von Oberpannonien, zum Kaiser ausgerufen. Er eilte, von der Legio VII Claudia unterstützt, daraufhin nach Italien und nahm Rom am 9. Juni ohne Widerstand ein. Er setzte sich gegen die Konkurrenten durch, indem er Clodius Albinus zunächst diplomatisch beschwichtigte, dann Pescennius Niger in einem blutigen Krieg ausschaltete. Um das Jahr 200 wurden Veteranen der Legionen IIII Flavia Felix und VII Claudia in Naissus (Niš) angesiedelt.
Inschriften aus dem 3. Jahrhundert weisen die Teilnahme an Feldzügen im Osten nach. Vermutlich nahm die Legion an Septimius' Partherfeldzug teil, der 198 mit der Einnahme der Hauptstadt Ktesiphon endete. Aber auch Caracalla (211–217), Severus Alexander (222–235) und Gordian III. (238–244) unternahmen Feldzüge gegen die Parther und Sasaniden. Im frühen 3. Jahrhundert führte die Legion den Namen Legio VII Claudia Pia Severiana. Von Caracalla (eigentlich Marcus Aurelius Severus Antoninus) wurde die Legion mit dem Beinamen Antoniniana, von Severus Alexander als Severiana Alexandriana geehrt.

## Soldatenkaiser
Im Jahr 245 drangen die Karpen nach Dacia ein und überwanden den Limes Alutanus, konnten aber von Philippus Arabs (244–249) zurückgedrängt werden. Der Kaiser ließ darauf die Befestigungen ausbauen. Um 248 wurde eine Vexillation der Legio VII Claudia Pia Fidelis Philippiana zu Bauarbeiten an der Stadtmauer und beim Wiederaufbau von Romula (Dobrosloveni) eingesetzt. Welche Rolle die Legion bei der Usurpation des Pacatianus im Jahr 248 spielte ist unsicher. 248/249 sandte Philippus den Feldherrn Decius an die Donau um die Usurpation zu beenden und die eingefallenen Goten zu vertreiben. Die Rolle der Legion im Machtkampf zwischen Philippus Arabs und Decius 249 ist umstritten, doch zählten zumindest die IIII Flavia und VII Claudia wohl zu Decius’ frühen Unterstützern.

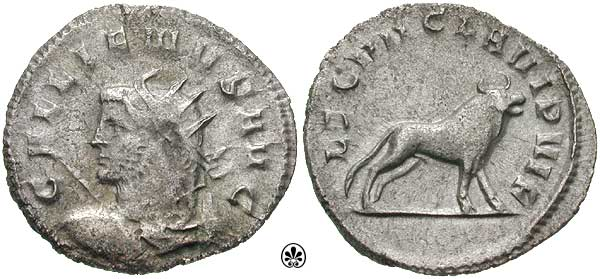
Antoninian des Kaisers Gallienus
GALLIENVS AVGustus, LEGio VII CLAudia VI Pia VI Fidelis

Wahrscheinlich nahm die Legion an den Kriegen des Kaisers Gallienus (253–268) teil, der Münzen zu Ehren der Legion prägen ließ.
In den Auseinandersetzung zwischen Gallienus und dem Usurpator Postumus stand die Legion auf Seiten des Gallienus und wurde mit den Titeln Pia VI Fidelis VI (sechsmal pflichtbewusst und treu) und Pia VII Fidelis VII ausgezeichnet. Im Jahr 269 gehörte die Legion zum Heer des Kaisers Claudius Gothicus, mit dem er die Goten in der Schlacht bei Naissus besiegte.

## Spätantike
Um das Jahr 297 zog Diokletian Truppen zusammen, zu denen Vexillationen der Legio XI Claudia, Legio VII Claudia, Legio IIII Flavia Felix und I Italica gehörten, um eine Erhebung in Ägypten niederschlagen. Anführer dieser Rebellion waren Lucius Domitius Domitianus und Achilleus. Diokletian konnte diesen Aufstand wohl im Frühjahr 298 beenden. Dann begab er sich wieder an die östliche Außengrenze. Wie eine Inschrift aus dem wohl um 300 errichteten Grenzkastell Qasr al-Azraq in der jordanischen Wüste belegt, wurde eine Vexillation aus Soldaten der Legio XI Claudia, Legio VII Claudia, Legio IIII Flavia Felix, Legio I Italica und Legio I Illyricorum unter Diokletian in der neuerrichteten Provinz Arabia (Syrien, Jordanien) verlegt. Das all dieses Männer nur für den Bau einer Straße herangezogen sein sollen, wie überlegt wurde bleibt spekulativ. Als einzige real denkbare Option stellte sich für den Archäologen Samuel Thomas Parker (1950–2021) 2006 nur ein Bedrohungsszenarium dar, das von den Sarazenen ausging. Und tatsächlich gibt es literarische Belege dafür, dass Diokletian in dieser Zeit einen Krieg gegen Sarazenen führte. Andererseits schlugen der Historiker Michel Christol und der Archäologe Maurice Lenoir (1946–2010) im Jahr 2001 vor, die Inschrift bereits auf das Jahr 273, während der Herrschaftsjahre des Kaisers Aurelian, zu beziehen. Dann hätte der gegen einfallende Feinde gerichtete Aufmarsch der Legionen in der jordanischen Wüste im selben Jahr stattgefunden, wie die Niederschlagung des Aufstands in Palmyra. Sollte diese Theorie stimmen, so deuten die einige Jahre später unternommenen starken militärischen Anstrengungen Diokletians entlang des Limes Arabicus, bei denen auch Straßen entstanden, immer noch auf anhaltende ernsthafte Probleme mit den Nomadenstämmen hin.
Eine Vexillation der Legio VII Claudia hatte sich Carausius (286/287–293), dem Gegenkaiser in Britannien und Nordgallien, und dessen Nachfolger Allectus (293–296/297) angeschlossen. Nachdem Constantius I. die Usurpation beendet hatte, übernahm er die Einheit in sein Heer.
Im frühen 5. Jahrhundert war der Praefectus legionis septimae Claudiae unter dem Oberbefehl des Dux Moesiae primae in Cuppae (Golubac, Serbien) stationiert.